# Volodímir Pantelei
Volodímir Pantelei (en ucraniano: Володимир Пантелей; Zolóchiv, Unión Soviética, 3 de mayo de 1945 - 17 de abril de 2000) es un atleta soviético retirado especializado en la prueba de 1500 m, en la que consiguió ser subcampeón europeo en pista cubierta en 1971.

## Carrera deportiva
En el Campeonato Europeo de Atletismo en Pista Cubierta de 1971 ganó la medalla de plata en los 1500 metros, con un tiempo de 3:41.5 segundos, tras el polaco Henryk Szordykowski y por delante del italiano Gianni Del Buono (bronce con 3:42.1 segundos).